# Нашивка (військова справа)

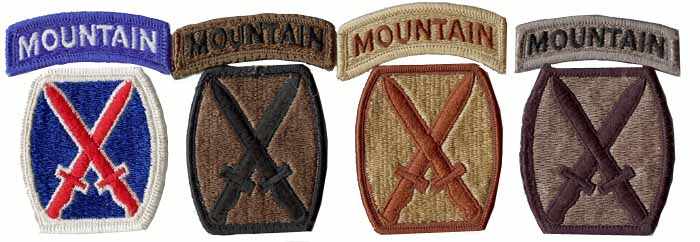
Варіанти нашивок 10-ї гірсько-піхотної дивізії на різні формі одягу військовослужбовця США

Наши́вка — знак розрізнення військового звання, військового формування, вислуги років, поранення, групи крові тощо на військовій формі одягу, який, як правило, розташований на плечі або грудях.
Зразки нашивок

Нашивка військовослужбовця сухопутних військ ЦАХАЛ
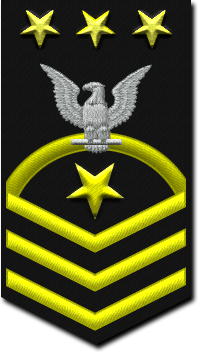
Нарукавний шеврон майстер чіф-петті офіцера ВМС США
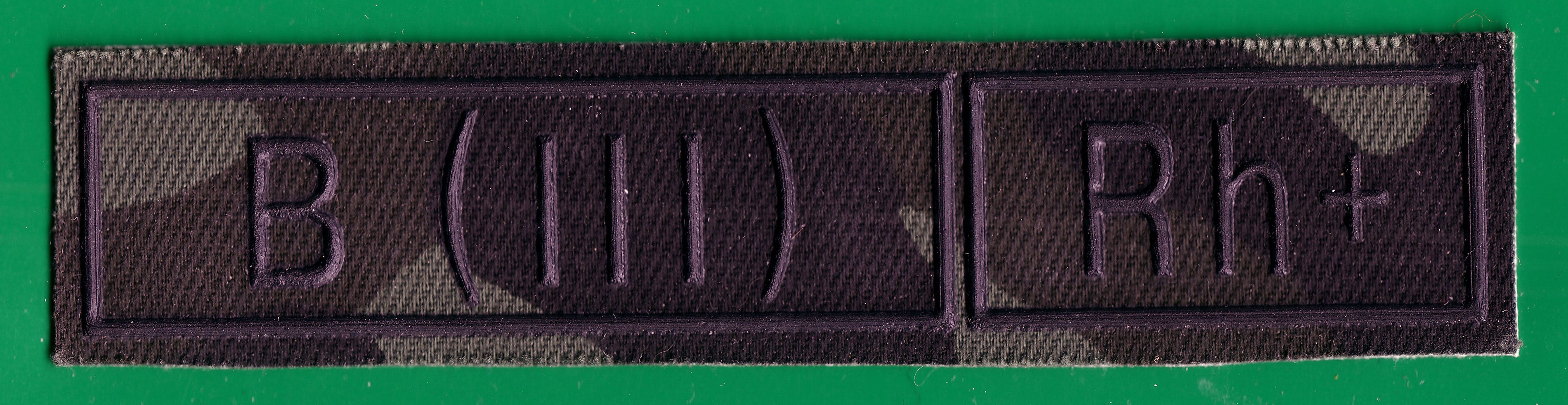
Нагрудна нашивка з вказівкою групи крові на військової формі одягу військовослужбовців Збройних сил України
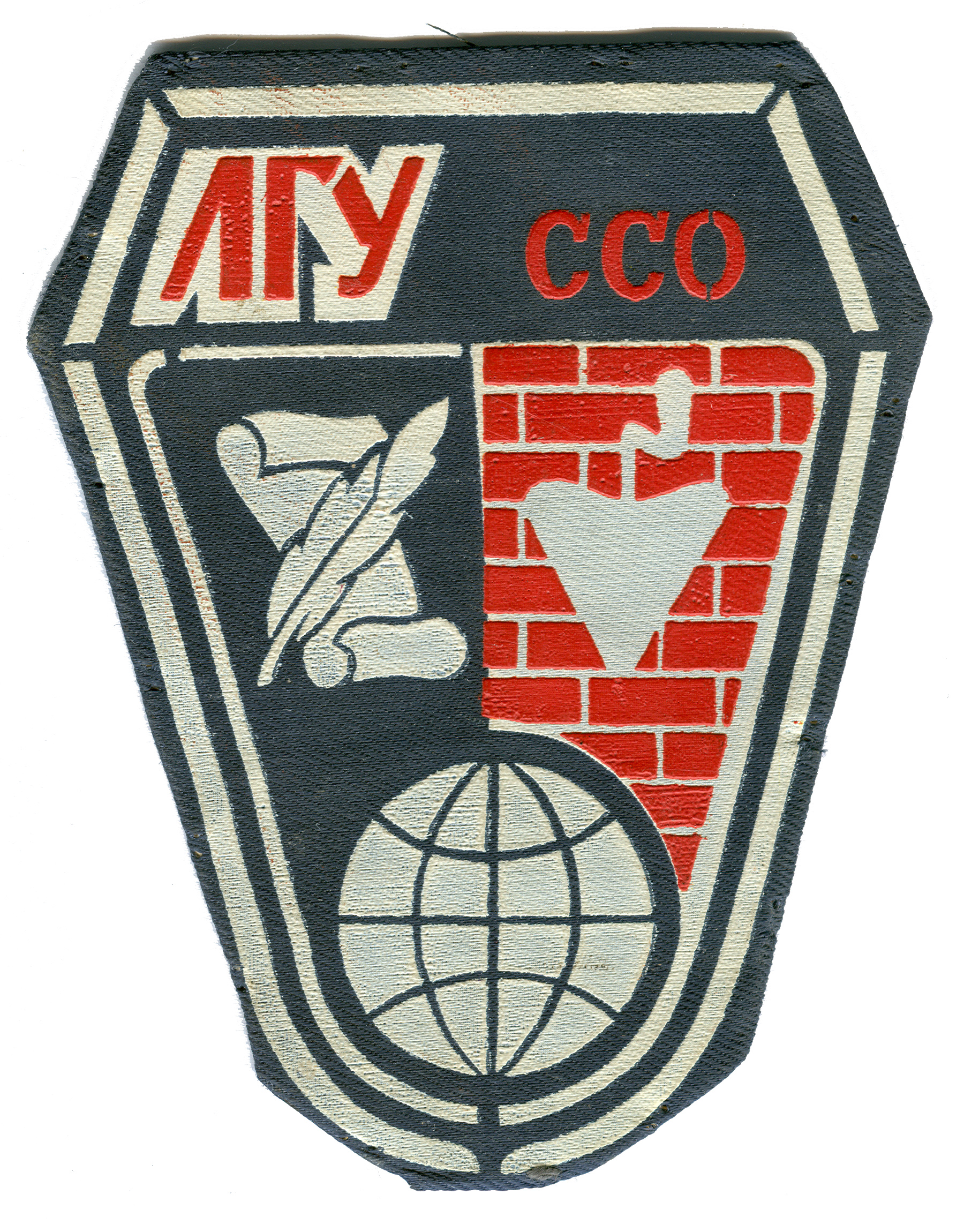
Нарукавна нашивка будзагону ЛДУ (Ленінградського Державного університету).
Нарукавний шеврон технік-сержанта ВПС США
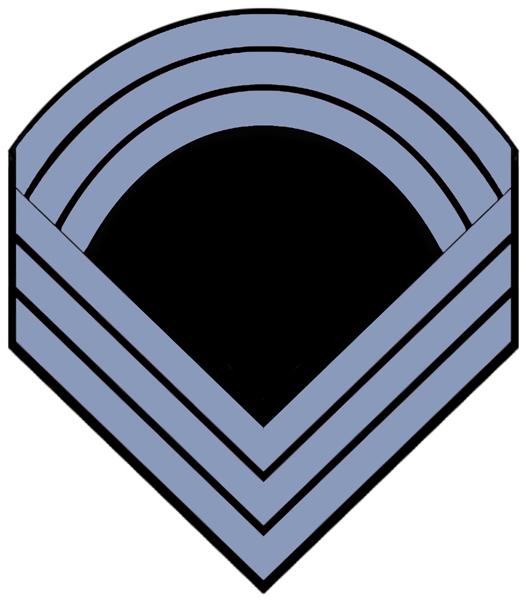
Нарукавний шеврон сержант-майора армії Конфедеративних Штатів Америки
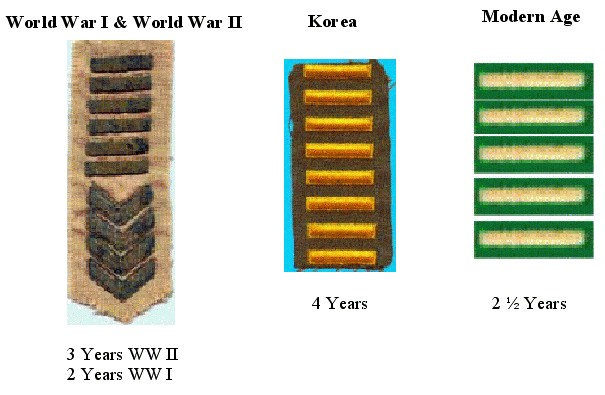
Нарукавні нашивки за участь в бойових діях Збройних сил США
Нарукавна нашивка рейнджера Збройних сил США
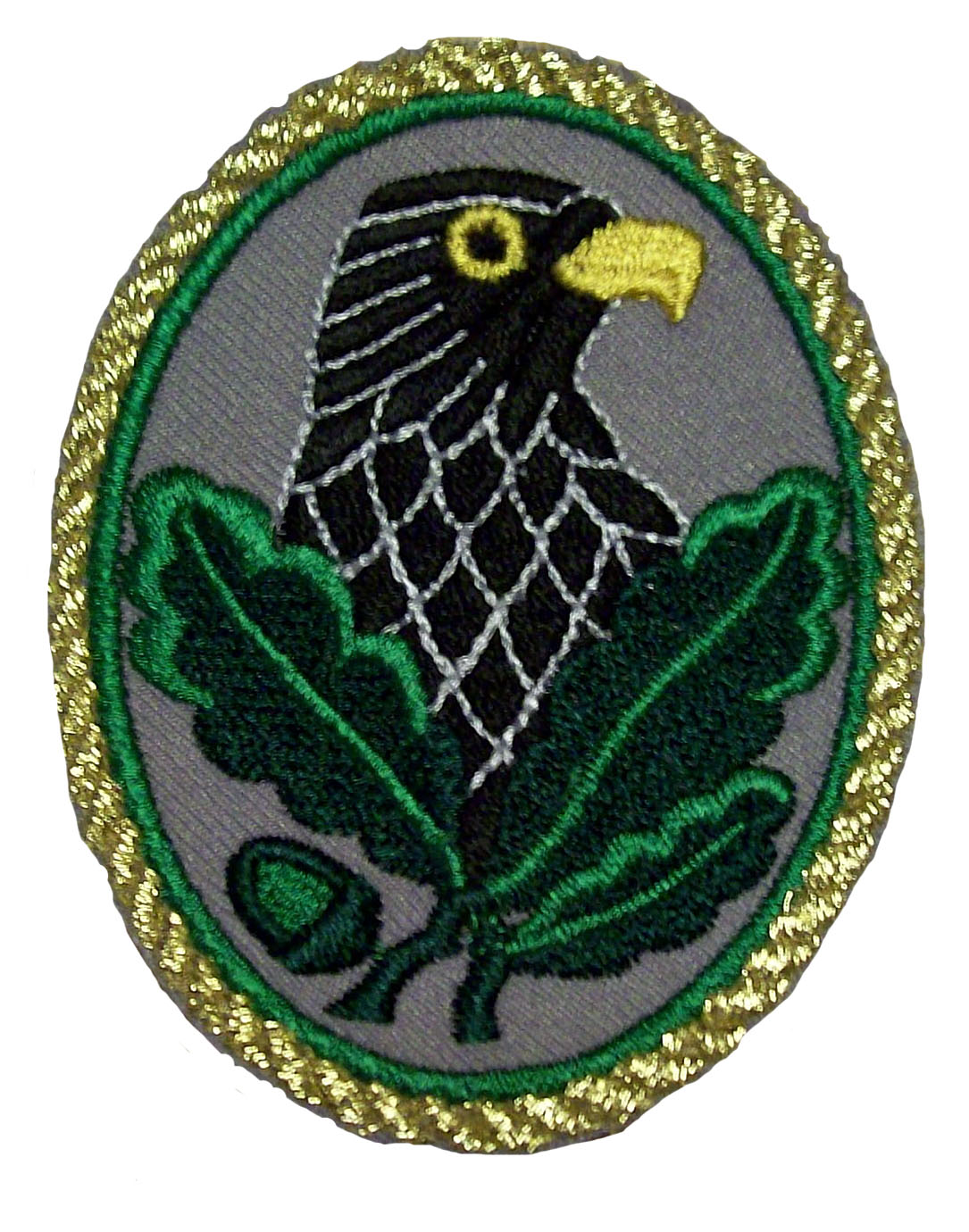
Нашивка снайпера Вермахту